# Chlynovia
Chlynovia is een geslacht van uitgestorven therocephalide therapsiden uit het Laat-Perm van Rusland. De typesoort is Chlynovia serridentatus, benoemd in 2000. Chlynovia werd oorspronkelijk ingedeeld bij Scaloposauria, een groep therocephaliërs die wordt gekenmerkt door hun kleine formaat en licht gebouwde schedels. Scaloposauriërs worden niet langer erkend als een echte groepering, maar vertegenwoordigen in plaats daarvan de juveniele vormen van vele soorten therocephaliërs. Chlynovia werd geplaatst in de familie Perplexisauridae samen met Perplexisaurus, maar beide therocephaliërss zijn nu geplaatst in de familie Ictidosuchidae.
Chlynovia werd gevonden in de Urpalov-formatie in de regio Kirov in Rusland. Overblijfselen van Chlynovia zijn gevonden naast pareiasauriërs en therapsiden in de Vanyushonkov-afzetting. Deze dieren vormen de zogenaamde Kotelnich-verzameling.